# Artigas (departement)
Departementet Artigas (Departamento de Artigas) är ett av Uruguays 19 departement. Departementet skapades den 1 oktober 1884.

## Geografi
Artigas är det nordligaste av Uruguays departement, och har 79 317 invånare (2007) på en yta av 11 928 km², vilket gör en befolkningsdensitet på 6,65 inv./km². Den administrativa huvudorten är staden Artigas, som är belägen vid floden Guareim vid gränsen mot Brasilien i nordost. I väster utgör Uruguayfloden gränsen mot Argentina. 